# Tepuihyla luteolabris
Tepuihyla luteolabris és una espècie de granota endèmica de Veneçuela.